# Viola kerneri
Viola kerneri är en violväxtart som beskrevs av Johann Baptist Wiesbaur. Viola kerneri ingår i släktet violer, och familjen violväxter. Inga underarter finns listade i Catalogue of Life.